# Рашевская, Зинаида Сергеевна
Зинаи́да Серге́евна Раше́вская (фр. Zenaïde, Zinaide Rachevsky, в первом браке Елисе́ева, в третьем — Джанумова, в четвёртом — Брабец; 1896—1963) — любовница великого князя Бориса Владимировича, который в эмиграции стал её вторым мужем (морганатический брак) с 1919 года до его смерти в 1943 году.

## Биография
Зинаида родилась в семье русского офицера инженерных войск полковника Сергея Александровича Рашевского, погибшего под Порт-Артуром в 1904 году, и Поликсены (Полины) Владимировны Шульц. Её сестра Наталья стала советской актрисой, брат Владимир (1892—1967) эмигрировал (в честь сестры он назвал свою дочь — Зинаиду Владимировну Рашевскую (Зину Рачевски), актрису.
Окончила в Петербурге Дворянский институт.
В 1916 году её мужем стал Пётр Григорьевич Елисеев (1894-после 1935) — сын знаменитого предпринимателя Григория Григорьевича Елисеева.
Информация о дореволюционном периоде жизни малочисленна. Краеведческий материал, посвящённый Даче Бориса Владимировича в Царском Селе, упоминает о том, что её знакомство с великим князем произошло именно в эту эпоху — возможно, на балу в Петербурге в конце 1915 года, когда ей было 17, а ему 38. Там же указывается, что её брак с проигравшимся представителем купеческой династии Елисеевых был фиктивным — он был заключён, чтобы «прикрыть грех» — её беременность от Бориса; муж получил значительную сумму денег и в жизни Зинаиды более не появлялся. Ребёнок, как указано в том же материале, умер, а вскоре произошла Февральская Революция. (Также имеется неподтвержденная информация, что девочка, названная Анной, дожила до 1995 года).

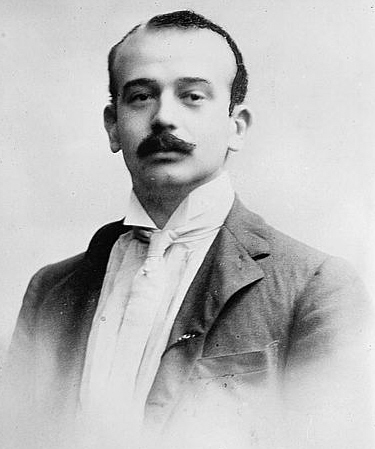
Великий князь Борис в молодости

Историю о фиктивном браке подтверждают мемуары Владислава Михайловича Глинки. Ему её рассказал в 1928 году в Советской России сам Елисеев, упомянув о карточном проигрыше в ноябре 1916 года в 96 тысяч рублей в бытность свою ещё поручиком и о поступившем тогда заманчивом предложении:
…через пятнадцать минут лакей доложил, что в гостиной ждет некий полковник. Петр Григорьевич вышел к нему. Это был офицер с аксельбантами, чей-то адъютант, который сказал, что имеет от своего непосредственного начальника (он же доверитель) предложение: если послезавтра в церкви Пантелеймона в 12 часов дня Петр Григорьевич, будучи одет в походно-парадный вариант формы, будет обвенчан с некоей дамой, имя которой его не будет касаться и никогда не будет иметь никаких претензий к этой даме, то ему будет вручен чек на девяносто шесть, нет, на сто тысяч для ровного счета. (…) И через двое суток он прохаживался около церкви Пантелеймона-целителя в чикчирах, в сапогах с розетками, с шашкой и с тем единственным орденком Станислава, который, добавил Петр Григорьевич, «я заработал неизвестно чем, служа в штабе». Через несколько минут подъехал автомобиль, из которого вышла молодая дама с двумя офицерами. Один из них был знакомый ему полковник, который, отведя его в сторону, вынул бумажник и сказал, что как честному человеку передает чек. Петр Григорьевич был достаточно искушён, чтобы понять — чек на сто тысяч рублей вполне настоящий, на его имя и в один из банков Петрограда. После чего все проследовали в церковь, причт уже был готов, дама сняла при помощи Петра Григорьевича манто, и он без всякого труда мог понять, что она на седьмом-восьмом месяце беременности. После чего они были обвенчаны, шаферы и Петр Григорьевич расписались в соответствующей книге, он поцеловал у своей супруги руку, подсадил её в автомобиль, откозырял, они уехали, а он пошел в банк.
Елисеев тогда не назвал Глинке имени этой дамы, однако двадцать лет спустя эту историю подтвердил, назвав имя Зинаиды, профессор Давидович (отец Людмилы Штерн).

### После 1917 года
После революции Зинаида, благодаря своей связи с Борисом, оказалась в той группе беженцев-Романовых, которая эмигрировала через юг России. В неё входили великая княгиня Мария Павловна Старшая, её второй сын Борис и третий сын Андрей Владимирович со своей любовницей Матильдой Феликсовной Кшесинской и их сыном Владимиром. Во второй половине 1917 года они оказались в Кисловодске, однако великая княгиня и оба её сына жили в отдельном доме, без своих возлюбленных, поскольку мать великих князей не признавала эти связи. Зинаиду сопровождала её подруга француженка Мари.
Как Кшесинская пишет в своих воспоминаниях, в начале 1918 года до Кисловодска «докатилась волна большевизма» — «до этого времени мы все жили сравнительно мирно и тихо, хотя и раньше бывали обыски и грабежи под всякими предлогами», пишет она. 7 августа 1918 года братья были арестованы и перевезены в Пятигорск, но через день отпущены под домашний арест. 13 числа Борис, Андрей и его адъютант полковник Кубе бежали в горы, в Кабарду, где и скрывались до 23 сентября.

«…мы снова направились к Пятницкому базару. Туда же приехали в своем экипаже Борис и Андрей Владимировичи, и, уступив его моей сестре с её мужем, Андрей пересел на нашу телегу, а Зина с Борисом и компаньонкой пересели на телегу, найденную ими на базаре, и вся несметная толпа беженцев двинулась по указанию Шкуро на Тамбиевский аул. Картина была тяжелая, подвигались кто на чём попало, некоторые шли пешком, волоча на плечах своё последнее имущество. Мы, конечно, не знали, что делается кругом нас и где были большевики. У всех была одна и та же мысль: скорее уйти подальше от них каким угодно способом. На полпути до Тамбиевского аула вся наша колонна беженцев попала под артиллерийский огонь большевистской батареи. Снаряды рвались над нашими головами, и паника поднялась ужасная».

Кшесинская в итоге оказалась с сыном, семьей сестры, Рашевской и другими беженцами, которых было около сотни, в Баталпашинской (с 2 до 19 октября), откуда караван под охраной двинулся в Анапу, где решила обосноваться ехавшая под конвоем Мария Павловна. «В марте Борис и Зина заявили о своем намерении покинуть Россию и в конце месяца уехали за границу. Борис Владимирович хотел уговорить уехать и Великую Княгиню, но она категорически отказалась, и решение Бориса её страшно огорчило».

### В эмиграции

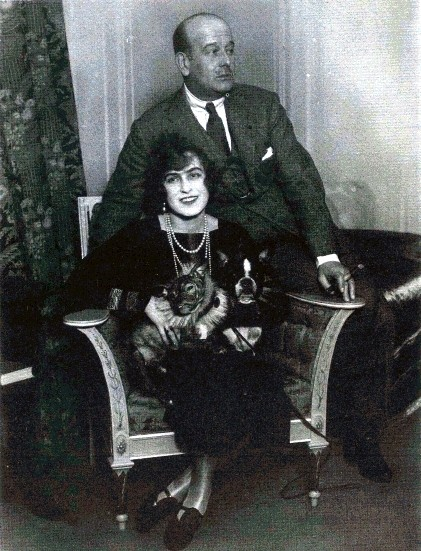
С мужем в эмиграции

Брак был заключён в Генуе 12 июля 1919 года, в отсутствие ближайшей родни, пока ещё остававшейся в России. (Андрей, в отличие от Бориса, осмелился венчаться с Кшесинской во Франции только после смерти матери в 1920 году). Молодожены после свадьбы жили в Ницце.
Морганатический брак Бориса с неродовитой и разведённой женщиной лишил его гипотетических возможностей получить российскую корону после своего старшего брата Кирилла Владимировича. Титула «княгини» от Кирилла (считавшего себя главой Императорского дома) новобрачная не получила, равно как и «морганатической» фамилии (в отличие от жены третьего брата —
Кшесинской, которая стала «светлейшей княгиней Романовской-Красинской»), поскольку «брак не был официально признан Кириллом Владимировичем». «Кирилл Владимирович крайне отрицательно отнесся к браку своего брата, и Борис Владимирович ни тогда, ни в дальнейшем даже не пытался получить от него согласие на этот союз». Далее «несмотря на личные добрые отношения, братья общались довольно редко из-за неприятия Кириллом Владимировичем супруги Бориса Владимировича и её родни». «Борис был счастлив в этом браке, но Кирилл Владимирович и Виктория Фёдоровна осуждали этот брак и не желали принимать его супругу. А он не желал у них бывать без своей жены. Поэтому они перестали видеться».
Где и когда произошёл развод Зинаиды с мужем, неясно. Остававшийся в Советской России Глинка приводит свой разговор с её первым мужем Елисеевым за 1928 год: «я спросил его — Петр Григорьевич, а вы женаты? И услышал довольно странный ответ: не знаю, что вам ответить. Формально, мол, женат, но до него дошли слухи, что его жена за рубежом с ним уже развелась, так что он не знает — женат он или нет». Младшая сестра Зинаиды советская актриса Наталья Рашевская, намного позже рассказала Глинке, что Зинаида и Елисеев были разведены в 1926 году. Зинаида поддерживала связи с семьёй — оставшись бездетной, вместе с Борисом она воспитывала свою «племянницу Наташу». Очевидно, речь идет о дочери Натальи Рашевской — Наталье Фёдоровне Колчиной (1912—1992), впоследствии жене барона Гаэтана де Роне и бабушке писательницы Татьяны де Роне. Также указывается, что с ними жила её вдовая мать (Mme Pauline Rachevsky).
Биографический словарь «Российское зарубежье во Франции» характеризует Зинаиду как манекенщицу и предпринимателя. Согласно ему, в 1920—1930-е она работала манекенщицей, затем фотомоделью в парижской фирме искусственного жемчуга «Téckla», демонстрировала драгоценности. Занималась модельным бизнесом.
С 1922 года Борис с женой жили в парижском особняке на улице Мариньян (18 Rue de Marignan), недалеко от Елисейских Полей. От матери он унаследовал знаменитые изумруды (впоследствии — у Элизабет Тейлор), продав которые, смог приобрести замок Сан Суси (Sans Souci) в Мёдоне (недалеко от Парижа).
Кшесинская снова упоминает Зинаиду в своих мемуарах за 1940 год, когда немцы вторглись во Францию. Тогда из Парижа они с трудом добрались «к Великому Князю Борису Владимировичу и его жене Зине в Биарриц, куда они нас уже давно приглашали». Однако вскоре после их прибытия Франция сдалась, и немцы заняли и этот город. Семья вернулась из Биаррица в Париж. Во время войны супруги испытывали финансовые трудности, им пришлось продать замок и переехать на улицу Фэзандери (Rue de la Faisanderie) в Париже.
Борис умер в Париже 9 ноября 1943 года. Кшесинская описывает и это событие: «во время обеда Зина, его жена, нам позвонила, что Борису очень плохо. Мы сразу же полетели к нему, но было, увы, уже поздно. Мы застали его мертвым». Он был похоронен рядом с матерью в храме-усыпальнице в честь равноапостольных Марии Магдалины и великого князя Владимира в Контрексевиле (спустя двадцать лет на местном кладбище была погребена и Зинаида).
Биографический словарь «Российское зарубежье во Франции» пишет, что после смерти Бориса она ещё дважды была замужем — за Джанумовым и за Брабцом:
- Джанумов, Константин Николаевич (? — 13 декабря 1952, Франция) — деятель культуры, музыкант, жил во Франции, некоторое время в США. Играл на гитаре, выступал в Париже на вечерах. В 1950 избран в правление Российского музыкального общества за границей (РМОЗ). Член организационного комитета по оказанию помощи Г. М. Поземковскому и проведению концерта в пользу больного артиста. Утонул в озере[14].
- Брабец, Александр[4].